# Per Lundqvist
Per Erik Anders Lundqvist  (* 24. Januar 1951 in Örnsköldsvik) ist ein ehemaliger schwedischer Eishockeyspieler.

## Karriere
Per Lundqvist verbrachte seine gesamte Karriere als Eishockeyspieler in seiner Heimatstadt bei MoDo AIK, für dessen Profimannschaft er von 1968 bis 1983 aktiv war – zunächst in der Division 1, der damals höchsten schwedischen Spielklasse sowie anschließend ab der Saison 1975/76 in der neu gegründeten Elitserien. In der Saison 1978/79 gewann er mit MoDo AIK den schwedischen Meistertitel. Er selbst war in dieser Spielzeit bester Torschütze der Liga. In der Saison 1981/82 war er zudem Topscorer der Elitserien. Ein Jahr später beendete er seine Karriere im Alter von 32 Jahren. 

### International
Für Schweden nahm Lundqvist an den Olympischen Winterspielen 1980 in Lake Placid teil, bei denen er mit seiner Mannschaft die Bronzemedaille gewann. Zudem stand er im Aufgebot seines Landes bei der Weltmeisterschaft 1979, bei der er ebenfalls mit seiner Mannschaft die Bronzemedaille gewann.

## Erfolge und Auszeichnungen
- 1979 Schwedischer Meister mit MoDo AIK
- 1979 Bester Torschütze der Elitserien
- 1982 Topscorer der Elitserien

### International
- 1979 Bronzemedaille bei der Weltmeisterschaft
- 1980 Bronzemedaille bei den Olympischen Winterspielen